# Johann Friedrich von Stülpnagel

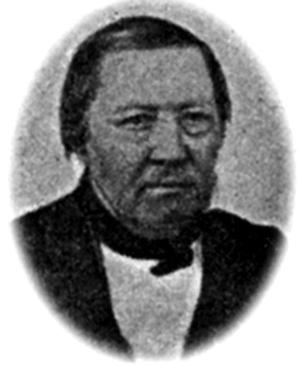
Johann Friedrich von Stülpnagel (ca. 1850)

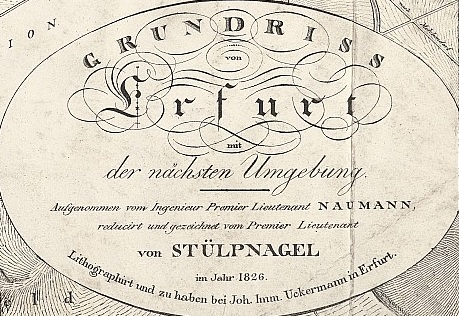
Grundriss von Erfurt 1826 (Schriftfeld)

Johann Friedrich von Stülpnagel (* 13. März 1786 in Anklam; † 18. Oktober 1865 in Gotha) war ein preußischer Hauptmann und Kartograph.

## Leben
Er entstammte der dem uckermärkischen Uradel angehörigen Familie von Stülpnagel. Sein Vater war der preußische Infanterie-Capitain Wolf Friedrich Gottlob von Stülpnagel (1747–1807), seine Mutter war Charlotte geb. von Klaeden (1755–1831). Im August 1804 trat er als Gefreiterkorporal in das Altpreußische Infanterieregiment No. 7 unter Carl Philipp von Owstin ein, wurde dort im Dezember 1806 Fähnrich und im Juni 1807 Secondeleutnant. Am 20. August 1808 wurde er ins Kolbergsche Infanterie-Regiment versetzt und im März 1810 verabschiedet. 1810 heiratete er Sophie Charlotte Keßler (1791–1866) aus Stettin, mit der er in 55-jähriger Ehe zehn Kinder bekam.
Bei Ausbruch des Krieges 1812/13 trat er als Leutnant in das 1. Badische Infanterie-Regiment der Brigade des Grafen Wilhelm von Hochberg ein, das dem IX. Korps unter dem französischen Marschall Victor, Herzog von Belluno zugeteilt war, und geriet Ende November 1812 in russische Kriegsgefangenschaft. Nach der Befreiung trat er am 1. Juli in das 9. Reserve-Infanterie-Regiment ein, wurde Adjutant des Obersten von Lochow und im Januar 1814 zum Ersatzbataillon des Kolbergschen Infanterie-Regiments kommandiert. So hatte er an fast allen Feldzügen der Jahre 1806–1815 teilgenommen und auf den Schlachtfeldern Deutschlands, Russlands, Frankreichs und der Niederlande gekämpft. Er wurde mehrfach ausgezeichnet. Nach dem Wiener Kongress wurde er im August 1815 Premierleutnant und Kompanieführer im 4. Westfälischen Landwehr-Regiment und am 9. August 1816 in das 2. Thüringische Infanterie-Regiment Nr. 32 in Erfurt versetzt.
1822 zwang ihn ein Ohrenleiden, das nahezu völlige Taubheit herbeiführte, seinen Abschied von der Armee zu erbitten. Da er nur über wenig Vermögen und geringe Einkünfte verfügte, zog er nach Wandersleben und wurde 1823 Zeichner in der Geographischen Anstalt von Justus Perthes in Gotha. Dort arbeitete mit dem Kartographen Adolf Stieler an der Fortsetzung und Verbesserung dessen in den Jahren 1817–1823 zum ersten Male erschienenen „Handatlas über alle Theile der Erde“. Ferner zeichnete er einen Grundriss von Erfurt, der 1826 als Lithografie erschien. Bald galt er neben Stieler, Karl von Spruner, Emil von Sydow, Heinrich Berghaus und August Petermann als eine „Säule des Geschäfts“. Er entwarf eine Anzahl Ergänzungsblätter zu Stieler's Handatlas und korrigierte die übrigen auf Grund der neuesten Erscheinungen der geographischen Literatur und Reiseberichte. Zahlreiche weitere Arbeiten folgten.
Am 10. September 1835 wurde Stülpnagel endgültig aus der Armee verabschiedet und erhielt eine Pension als Kapitän. Nach dem Tode Adolf Stielers 1836 siedelte er nach Gotha über und führte bei Perthes im Verein mit Heinrich Berghaus und Joseph Christoph Bär die Kartenwerke seines Vorgängers fort. Ab 1863 musste er wegen zunehmender Altersbeschwerden seine Arbeiten mehr und mehr einschränken. 1865 starb er mit 79 Jahren und hinterließ seine Frau und acht überlebende Kinder.

## Werke

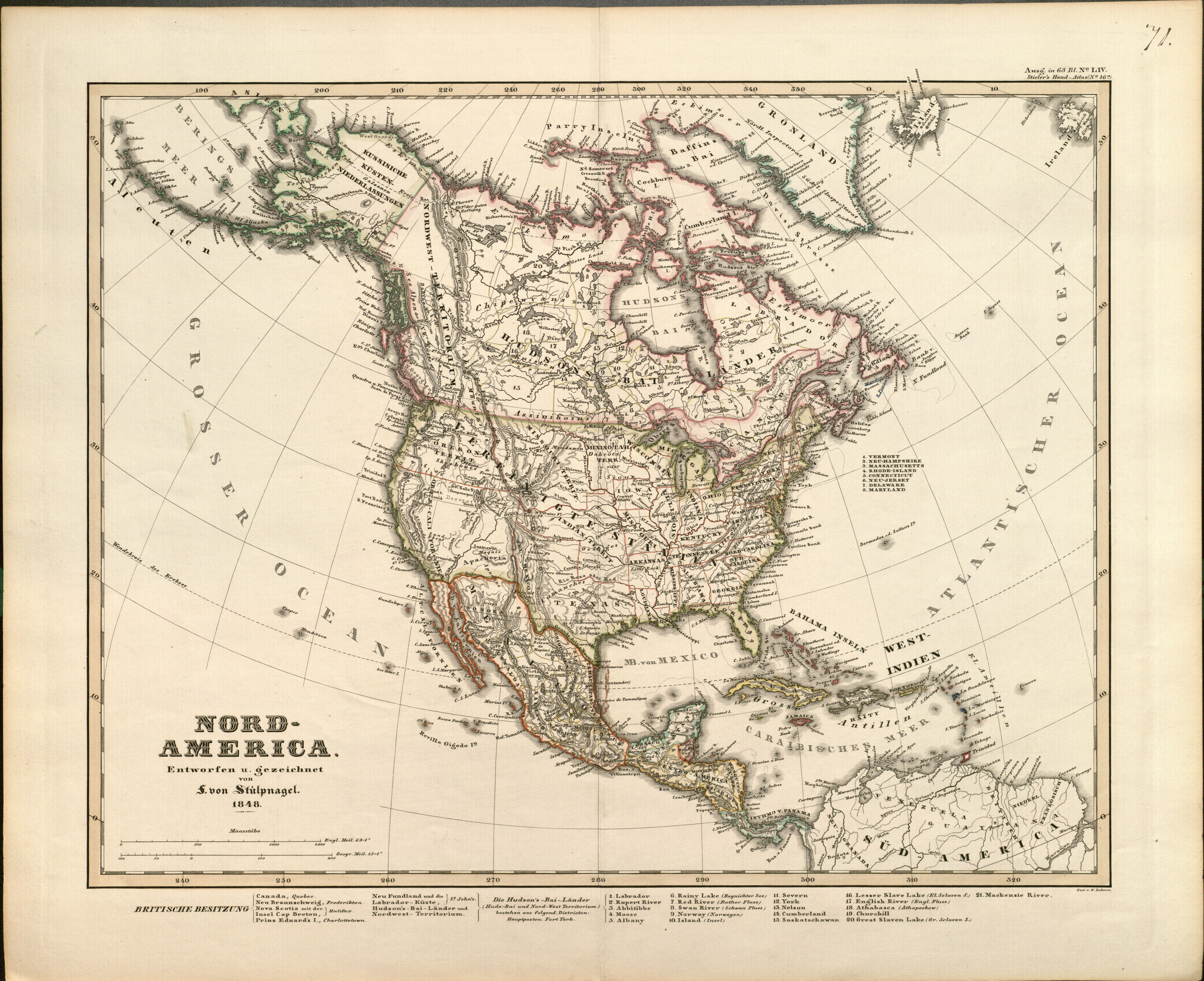
Stülpnagel, Nord-America, 1848

- Grundriss von Erfurt mit der nächsten Umgebung, mit Premier Lieutenant Naumann, hg. von Joh. Imm. Uckermann, Erfurt 1826, St.A. Erfurt 7/241-2
- Karte von Deutschland, dem Königreich der Niederlande, dem Königreich Belgien und der Schweiz mit den angrenzenden Ländern, mit Adolf Stieler, 25 Bl., Gotha 1829–1834.
- Stielers Hand-Atlas, Redaktion und Erstellung von über 50 neue Blättern über mehrere Auflagen, Gotha 1847–1864,
- Stieler's Schulatlas Redaktion der Neuauflagen, Gotha 1836 ff.
- Karte von Europa und dem Orient, unter Mitwirkung J. C. Bär's, 4 Bl., Gotha 1841
- Karte von Palästina, Gotha 1844
- Taschenatlas über alle Theile der Erde nach dem neuesten Zustande in 24 Karten, Gotha 1845
- Eisenbahn-Atlas von Deutschland, Belgien, Elsaß und dem nördlichsten Theile von Italien in 12 Karten, Gotha 1846
- Karte von Deutschland, Königreich der Niederlande, Belgien und die Schweiz, Gotha 1848
- Schulwandkarte von Europa mit politischer Begrenzung der einzelnen Staaten, Gotha 1852
- Schulwandkarte von Deutschland, Gotha 1855
- Karte von Spanien und Portugal, Gotha 1855
- Die europäisch-russischen Grenzländer, 10 Bl., Gotha 1855–1857
- Karte von Frankreich, Gotha 1856
- Mitwirkung an der von Hermann Berghaus bearbeiteten Chart of the World on Mercator's Projection, Gotha 1863 ff.